# ديف (مغني)
ديف (بالهولندية: Dave)‏ هو مقدم برامج إذاعية ومغني هولندي، ولد في 4 مايو 1944 في أمستردام في هولندا.

## وصلات خارجية
- ديف على موقع IMDb (الإنجليزية)
- ديف على موقع ميوزك برينز (الإنجليزية)
- ديف على موقع ميوزك برينز (الإنجليزية)
- ديف على موقع أول ميوزيك (الإنجليزية)
- ديف على موقع ديسكوغز (الإنجليزية)
- ديف على موقع قاعدة بيانات الفيلم (الإنجليزية)